# Stereomerus brachypterus
Stereomerus brachypterus là một loài bọ cánh cứng trong họ Cerambycidae.